# Élections cantonales de 1992 en Indre-et-Loire
Les élections cantonales ont eu lieu les 22 et 29 mars 1992.
Lors de ces élections, 20 des 37 cantons d'Indre-et-Loire ont été renouvelés. Elles ont vu l'élection de la majorité dirigée par Jean Delaneau, succédant à André-Georges Voisin, président RPR du conseil général depuis 1970, qui ne s'était pas représenté.

## Résultats à l’échelle du département
Répartition départementale des résultats (2e tour).
- PCF (1,22 %)
- PS (16,12 %)
- PRG (5,38 %)
- Majorité (6,08 %)
- RPR (34,87 %)
- UDF (2,35 %)
- DVD (33,98 %)

| Étiquette      | Étiquette                          | Premier tour | Premier tour | Second tour | Second tour | Sièges |
| Étiquette      | Étiquette                          | Voix         | %            | Voix        | %           | Sièges |
| -------------- | ---------------------------------- | ------------ | ------------ | ----------- | ----------- | ------ |
|                | Parti socialiste                   | 16 034       | 13,94        | 13 899      | 16,12       | 1      |
|                | Parti communiste français          | 7 136        | 6,20         | 1 054       | 1,22        | 0      |
|                | Majorité présidentielle            | 4 157        | 3,61         | 5 242       | 6,08        | 0      |
|                | Parti radical de gauche            | 3 540        | 3,08         | 4 644       | 5,38        | 0      |
| Gauche         | Gauche                             | 30 867       | 26,83        | 24 839      | 28,80       | 1      |
|                |                                    |              |              |             |             |        |
|                | Divers droite                      | 31 712       | 27,57        | 29 303      | 33,98       | 11     |
|                | Rassemblement pour la République   | 26 564       | 23,09        | 30 073      | 34,87       | 7      |
|                | Front national                     | 11 803       | 10,26        |             |             |        |
|                | Union pour la démocratie française | 1 123        | 0,98         | 2 029       | 2,35        | 1      |
| Droite         | Droite                             | 71 202       | 61,90        | 61 405      | 71,20       | 19     |
|                |                                    |              |              |             |             |        |
|                | Les Verts                          | 9 042        | 7,86         |             |             |        |
|                | Génération écologie                | 3 913        | 3,40         |             |             |        |
| Écologistes    | Écologistes                        | 12 955       | 11,26        |             |             |        |
|                |                                    |              |              |             |             |        |
| Inscrits       | Inscrits                           | 180 164      | 100,00       | 161 917     | 100,00      |        |
| Abstention     | Abstention                         | 58 175       | 32,29        | 67 544      | 41,72       |        |
| Votants        | Votants                            | 121 989      | 67,71        | 94 373      | 58,28       |        |
| Blancs et nuls | Blancs et nuls                     | 6 965        | 5,71         | 8 129       | 8,61        |        |
| Exprimés       | Exprimés                           | 115 024      | 94,29        | 86 244      | 91,39       |        |

## Résultats par canton

### Canton d'Amboise
| Candidats      | Candidats          | Étiquette      | Premier tour | Premier tour | Second tour | Second tour |
| Candidats      | Candidats          | Étiquette      | Voix         | %            | Voix        | %           |
| -------------- | ------------------ | -------------- | ------------ | ------------ | ----------- | ----------- |
|                | Bernard Debré      | RPR            | 4 182        | 40,82        | 5 191       | 56,78       |
|                | Christian Guyon    | PS             | 1 445        | 14,11        | 3 951       | 43,22       |
|                | Denise Devauchelle | PS             | 1 223        | 11,94        |             |             |
|                | Laurent Canot      | Verts          | 973          | 9,50         |             |             |
|                | Pierre Bresteau    | DVD            | 942          | 9,20         |             |             |
|                | Emile Paccard      | FN             | 895          | 8,74         |             |             |
|                | Gilles Taupin      | PCF            | 584          | 5,70         |             |             |
|                |                    |                |              |              |             |             |
| Inscrits       | Inscrits           | Inscrits       | 15 021       | 100,00       | 15 020      | 100,00      |
| Abstention     | Abstention         | Abstention     | 4 219        | 28,09        | 5 217       | 34,73       |
| Votants        | Votants            | Votants        | 10 802       | 71,91        | 9 803       | 65,27       |
| Blancs et nuls | Blancs et nuls     | Blancs et nuls | 558          | 5,17         | 661         | 6,74        |
| Exprimés       | Exprimés           | Exprimés       | 10 244       | 94,83        | 9 142       | 93,26       |

### Canton d'Azay-le-Rideau
| Candidats      | Candidats            | Étiquette      | Premier tour | Premier tour | Second tour | Second tour |
| Candidats      | Candidats            | Étiquette      | Voix         | %            | Voix        | %           |
| -------------- | -------------------- | -------------- | ------------ | ------------ | ----------- | ----------- |
|                | Marc Jacquet*        | DVD            | 1 963        | 35,39        | 2 730       | 59,88       |
|                | Gaston Michin        | DVD            | 885          | 15,95        | 1 829       | 40,12       |
|                | Daniel Durand        | PS             | 814          | 14,67        |             |             |
|                | Jean-Serge Hurtevent | PS             | 615          | 11,09        |             |             |
|                | Michel Meneau        | Verts          | 579          | 10,44        |             |             |
|                | Louis Ronteau        | FN             | 475          | 8,56         |             |             |
|                | Michel Citerne       | PCF            | 216          | 3,89         |             |             |
|                |                      |                |              |              |             |             |
| Inscrits       | Inscrits             | Inscrits       | 8 545        | 100,00       | 8 545       | 100,00      |
| Abstention     | Abstention           | Abstention     | 2 640        | 30,90        | 3 501       | 40,97       |
| Votants        | Votants              | Votants        | 5 905        | 69,10        | 5 044       | 59,03       |
| Blancs et nuls | Blancs et nuls       | Blancs et nuls | 358          | 6,06         | 485         | 9,62        |
| Exprimés       | Exprimés             | Exprimés       | 5 547        | 93,94        | 4 559       | 90,38       |

*sortant

### Canton de Bléré
| Candidats      | Candidats               | Étiquette      | Premier tour | Premier tour | Second tour | Second tour |
| Candidats      | Candidats               | Étiquette      | Voix         | %            | Voix        | %           |
| -------------- | ----------------------- | -------------- | ------------ | ------------ | ----------- | ----------- |
|                | Georges Fortier*        | RPR            | 3 685        | 41,53        | 4 514       | 100,00      |
|                | Gilbert Buron           | DVD            | 1 602        | 18,05        | Retrait     | Retrait     |
|                | Patrick Guehennec       | PS             | 1 284        | 14,47        |             |             |
|                | René Magnier            | FN             | 906          | 10,21        |             |             |
|                | Marie-Bernadette Moreau | Verts          | 798          | 8,99         |             |             |
|                | Jacques Jamin           | PCF            | 598          | 6,74         |             |             |
|                |                         |                |              |              |             |             |
| Inscrits       | Inscrits                | Inscrits       | 13 317       | 100,00       | 13 317      | 100,00      |
| Abstention     | Abstention              | Abstention     | 3 710        | 27,86        | 6 988       | 52,47       |
| Votants        | Votants                 | Votants        | 9 607        | 72,14        | 6 329       | 47,53       |
| Blancs et nuls | Blancs et nuls          | Blancs et nuls | 734          | 7,64         | 1 815       | 28,68       |
| Exprimés       | Exprimés                | Exprimés       | 8 873        | 92,36        | 4 514       | 71,32       |

*sortant

### Canton de Bourgueil
| Candidats      | Candidats          | Étiquette      | Premier tour | Premier tour | Second tour | Second tour |
| Candidats      | Candidats          | Étiquette      | Voix         | %            | Voix        | %           |
| -------------- | ------------------ | -------------- | ------------ | ------------ | ----------- | ----------- |
|                | Jean Chamboissier* | DVD            | 2 719        | 49,87        | 2 886       | 55,69       |
|                | Robert Lefevre     | DVD            | 1 091        | 20,01        | 1 242       | 23,97       |
|                | Jean-Paul Moreau   | PCF            | 1 088        | 19,96        | 1 054       | 20,34       |
|                | Didier Alriq       | FN             | 554          | 10,16        |             |             |
|                |                    |                |              |              |             |             |
| Inscrits       | Inscrits           | Inscrits       | 8 694        | 100,00       | 8 694       | 100,00      |
| Abstention     | Abstention         | Abstention     | 2 697        | 31,02        | 3 234       | 37,20       |
| Votants        | Votants            | Votants        | 5 997        | 68,98        | 5 460       | 62,80       |
| Blancs et nuls | Blancs et nuls     | Blancs et nuls | 545          | 9,09         | 278         | 5,09        |
| Exprimés       | Exprimés           | Exprimés       | 5 452        | 90,91        | 5 182       | 94,91       |

*sortant

### Canton de Château-la-Vallière
| Candidats      | Candidats           | Étiquette      | Premier tour | Premier tour | Second tour | Second tour |
| Candidats      | Candidats           | Étiquette      | Voix         | %            | Voix        | %           |
| -------------- | ------------------- | -------------- | ------------ | ------------ | ----------- | ----------- |
|                | Maurice Duron*      | DVD            | 1 723        | 45,18        | 2 128       | 60,30       |
|                | Jean-Pierre Parfait | PS             | 787          | 20,63        | 1 401       | 39,70       |
|                | Jean Chasles        | PS             | 528          | 13,84        |             |             |
|                | Pierre Le Goux      | FN             | 397          | 10,41        |             |             |
|                | Didier Gandrille    | Verts          | 229          | 6,00         |             |             |
|                | Mireille Frangin    | PCF            | 150          | 3,93         |             |             |
|                |                     |                |              |              |             |             |
| Inscrits       | Inscrits            | Inscrits       | 6 124        | 100,00       | 6 124       | 100,00      |
| Abstention     | Abstention          | Abstention     | 2 012        | 32,85        | 2 330       | 38,05       |
| Votants        | Votants             | Votants        | 4 112        | 67,15        | 3 794       | 61,95       |
| Blancs et nuls | Blancs et nuls      | Blancs et nuls | 298          | 7,25         | 265         | 6,98        |
| Exprimés       | Exprimés            | Exprimés       | 3 814        | 92,75        | 3 529       | 93,02       |

*sortant

### Canton du Grand-Pressigny
| Candidats      | Candidats            | Étiquette      | Premier tour | Premier tour |
| Candidats      | Candidats            | Étiquette      | Voix         | %            |
| -------------- | -------------------- | -------------- | ------------ | ------------ |
|                | Marcel Fortin*       | DVD            | 1 972        | 75,15        |
|                | Michele Guignandon   | PS             | 399          | 15,21        |
|                | Christian Procureur  | FN             | 143          | 5,45         |
|                | Jean-Pierre Marechau | PCF            | 110          | 4,19         |
|                |                      |                |              |              |
| Inscrits       | Inscrits             | Inscrits       | 3 746        | 100,00       |
| Abstention     | Abstention           | Abstention     | 908          | 24,24        |
| Votants        | Votants              | Votants        | 2 838        | 75,76        |
| Blancs et nuls | Blancs et nuls       | Blancs et nuls | 214          | 7,54         |
| Exprimés       | Exprimés             | Exprimés       | 2 624        | 92,46        |

*sortant

### Canton de L'Île-Bouchard
| Candidats      | Candidats             | Étiquette      | Premier tour | Premier tour | Second tour | Second tour |
| Candidats      | Candidats             | Étiquette      | Voix         | %            | Voix        | %           |
| -------------- | --------------------- | -------------- | ------------ | ------------ | ----------- | ----------- |
|                | André-Georges Voisin* | RPR            | 1 523        | 36,77        | 1 723       | 42,43       |
|                | Marcellin Sigonneau   | DVD            | 1 432        | 34,57        | 2 338       | 57,57       |
|                | Pascal Brunet         | PS             | 580          | 14,00        |             |             |
|                | Dominique Touzot      | FN             | 245          | 5,92         |             |             |
|                | Jean-Paul Boucher     | PCF            | 185          | 4,47         |             |             |
|                | Jean-Claude Chevet    | Verts          | 177          | 4,27         |             |             |
|                |                       |                |              |              |             |             |
| Inscrits       | Inscrits              | Inscrits       | 5 634        | 100,00       | 5 634       | 100,00      |
| Abstention     | Abstention            | Abstention     | 1 299        | 23,06        | 1 373       | 24,37       |
| Votants        | Votants               | Votants        | 4 335        | 76,94        | 4 261       | 75,63       |
| Blancs et nuls | Blancs et nuls        | Blancs et nuls | 193          | 4,45         | 200         | 4,69        |
| Exprimés       | Exprimés              | Exprimés       | 4 142        | 95,55        | 4 061       | 95,31       |

*sortant

### Canton de Joué-lès-Tours-Sud
| Candidats      | Candidats            | Étiquette      | Premier tour | Premier tour | Second tour | Second tour |
| Candidats      | Candidats            | Étiquette      | Voix         | %            | Voix        | %           |
| -------------- | -------------------- | -------------- | ------------ | ------------ | ----------- | ----------- |
|                | Bernard Plisson*     | RPR            | 1 901        | 31,20        | 2 415       | 48,23       |
|                | Philippe Le Breton   | PS             | 1 446        | 23,74        | 2 592       | 51,77       |
|                | Agnès Belbeoch       | FN             | 1 039        | 17,06        |             |             |
|                | Pascal Delaunay      | GE             | 759          | 12,46        |             |             |
|                | Pascal Bregeon       | Verts          | 604          | 9,91         |             |             |
|                | Jean-Christophe Joly | PCF            | 343          | 5,63         |             |             |
|                |                      |                |              |              |             |             |
| Inscrits       | Inscrits             | Inscrits       | 10 555       | 100,00       | 10 555      | 100,00      |
| Abstention     | Abstention           | Abstention     | 4 002        | 37,92        | 4 974       | 47,12       |
| Votants        | Votants              | Votants        | 6 553        | 62,08        | 5 581       | 52,88       |
| Blancs et nuls | Blancs et nuls       | Blancs et nuls | 461          | 7,03         | 574         | 10,28       |
| Exprimés       | Exprimés             | Exprimés       | 6 092        | 92,97        | 5 007       | 89,72       |

*sortant

### Canton de Ligueil
| Candidats      | Candidats           | Étiquette      | Premier tour | Premier tour | Second tour | Second tour |
| Candidats      | Candidats           | Étiquette      | Voix         | %            | Voix        | %           |
| -------------- | ------------------- | -------------- | ------------ | ------------ | ----------- | ----------- |
|                | Michel Giraudeau    | DVD            | 1 841        | 45,83        | 2 153       | 52,53       |
|                | Michel Guignaudeau* | PRG            | 1 816        | 45,21        | 1 946       | 47,47       |
|                | Philippe Trochu     | FN             | 212          | 5,28         |             |             |
|                | Gatien Cluzel       | PCF            | 148          | 3,68         |             |             |
|                |                     |                |              |              |             |             |
| Inscrits       | Inscrits            | Inscrits       | 5 276        | 100,00       | 5 277       | 100,00      |
| Abstention     | Abstention          | Abstention     | 981          | 18,59        | 1 058       | 20,05       |
| Votants        | Votants             | Votants        | 4 295        | 81,41        | 4 219       | 79,95       |
| Blancs et nuls | Blancs et nuls      | Blancs et nuls | 278          | 6,47         | 120         | 2,84        |
| Exprimés       | Exprimés            | Exprimés       | 4 017        | 93,53        | 4 099       | 97,16       |

*sortant

### Canton de Luynes
| Candidats      | Candidats           | Étiquette      | Premier tour | Premier tour | Second tour | Second tour |
| Candidats      | Candidats           | Étiquette      | Voix         | %            | Voix        | %           |
| -------------- | ------------------- | -------------- | ------------ | ------------ | ----------- | ----------- |
|                | Jean Roux*          | RPR            | 3 084        | 38,91        | 3 625       | 60,34       |
|                | Jacques Merel       | DVD            | 1 527        | 19,27        | 2 383       | 39,66       |
|                | Marie-Thérèse Audin | PS             | 1 056        | 13,32        |             |             |
|                | Michel Ries         | Verts          | 1 054        | 13,30        |             |             |
|                | Maxime Chouteau     | FN             | 879          | 11,09        |             |             |
|                | Pierre Lambert      | PCF            | 325          | 4,10         |             |             |
|                |                     |                |              |              |             |             |
| Inscrits       | Inscrits            | Inscrits       | 11 877       | 100,00       | 11 877      | 100,00      |
| Abstention     | Abstention          | Abstention     | 3 530        | 29,72        | 5 043       | 42,46       |
| Votants        | Votants             | Votants        | 8 347        | 70,28        | 6 834       | 57,54       |
| Blancs et nuls | Blancs et nuls      | Blancs et nuls | 422          | 5,06         | 826         | 12,09       |
| Exprimés       | Exprimés            | Exprimés       | 7 925        | 94,94        | 6 008       | 87,91       |

*sortant

### Canton de Montbazon
| Candidats      | Candidats        | Étiquette      | Premier tour | Premier tour | Second tour | Second tour |
| Candidats      | Candidats        | Étiquette      | Voix         | %            | Voix        | %           |
| -------------- | ---------------- | -------------- | ------------ | ------------ | ----------- | ----------- |
|                | Regis Ramage     | DVD            | 2 622        | 30,14        | 4 795       | 63,99       |
|                | Serge Viaud      | PRG            | 1 724        | 19,82        | 2 698       | 36,01       |
|                | Louis Le Bescam* | RPR            | 1 379        | 15,85        |             |             |
|                | Philippe Bonnot  | FN             | 904          | 10,39        |             |             |
|                | Joël Thalineau   | GE             | 887          | 10,20        |             |             |
|                | Pierre Tapin     | PCF            | 595          | 6,84         |             |             |
|                | Alain Pachet     | Verts          | 589          | 6,77         |             |             |
|                |                  |                |              |              |             |             |
| Inscrits       | Inscrits         | Inscrits       | 13 421       | 100,00       | 13 421      | 100,00      |
| Abstention     | Abstention       | Abstention     | 4 208        | 31,35        | 5 339       | 39,78       |
| Votants        | Votants          | Votants        | 9 213        | 68,65        | 8 082       | 60,22       |
| Blancs et nuls | Blancs et nuls   | Blancs et nuls | 513          | 5,57         | 589         | 7,29        |
| Exprimés       | Exprimés         | Exprimés       | 8 700        | 94,43        | 7 493       | 92,71       |

*sortant

### Canton de Montlouis-sur-Loire
| Candidats      | Candidats            | Étiquette      | Premier tour | Premier tour | Second tour | Second tour |
| Candidats      | Candidats            | Étiquette      | Voix         | %            | Voix        | %           |
| -------------- | -------------------- | -------------- | ------------ | ------------ | ----------- | ----------- |
|                | Dominique Leclerc*   | RPR            | 3 075        | 38,69        | 4 106       | 57,43       |
|                | Jean-Jacques Filleul | PS             | 2 189        | 27,54        | 3 043       | 42,57       |
|                | Pierre Lochet        | Verts          | 723          | 9,10         |             |             |
|                | Sophie Marechal      | FN             | 693          | 8,72         |             |             |
|                | Marcel Ceibel        | PS             | 678          | 8,53         |             |             |
|                | Lucette Chapeau      | PCF            | 589          | 7,41         |             |             |
|                |                      |                |              |              |             |             |
| Inscrits       | Inscrits             | Inscrits       | 11 437       | 100,00       | 11 437      | 100,00      |
| Abstention     | Abstention           | Abstention     | 3 094        | 27,05        | 3 843       | 33,60       |
| Votants        | Votants              | Votants        | 8 343        | 72,95        | 7 594       | 66,40       |
| Blancs et nuls | Blancs et nuls       | Blancs et nuls | 396          | 4,75         | 445         | 5,86        |
| Exprimés       | Exprimés             | Exprimés       | 7 947        | 95,25        | 7 149       | 94,14       |

*sortant

### Canton de Montrésor
| Candidats      | Candidats       | Étiquette      | Premier tour | Premier tour |
| Candidats      | Candidats       | Étiquette      | Voix         | %            |
| -------------- | --------------- | -------------- | ------------ | ------------ |
|                | Jean Lévêque*   | DVD            | 1 967        | 64,05        |
|                | Jean Moreau     | RPR            | 600          | 19,54        |
|                | Xavier Rico     | PCF            | 308          | 10,03        |
|                | Serge Guillaume | FN             | 196          | 6,38         |
|                |                 |                |              |              |
| Inscrits       | Inscrits        | Inscrits       | 4 306        | 100,00       |
| Abstention     | Abstention      | Abstention     | 1 041        | 24,18        |
| Votants        | Votants         | Votants        | 3 265        | 75,82        |
| Blancs et nuls | Blancs et nuls  | Blancs et nuls | 194          | 5,94         |
| Exprimés       | Exprimés        | Exprimés       | 3 071        | 94,06        |

*sortant

### Canton de Neuvy-le-Roi
| Candidats      | Candidats          | Étiquette      | Premier tour | Premier tour | Second tour | Second tour |
| Candidats      | Candidats          | Étiquette      | Voix         | %            | Voix        | %           |
| -------------- | ------------------ | -------------- | ------------ | ------------ | ----------- | ----------- |
|                | Henri Zamarlik     | UDF            | 1 123        | 36,84        | 2 029       | 67,43       |
|                | Jean Poussin*      | DVD            | 810          | 26,57        | 980         | 32,57       |
|                | Patrick Cintrat    | DVD            | 656          | 21,52        | Retrait     | Retrait     |
|                | Daniel Paux        | Verts          | 147          | 4,82         |             |             |
|                | François Montandon | FN             | 138          | 4,53         |             |             |
|                | Thierry Cadart     | PS             | 119          | 3,90         |             |             |
|                | Anicette Lair      | PCF            | 55           | 1,80         |             |             |
|                |                    |                |              |              |             |             |
| Inscrits       | Inscrits           | Inscrits       | 4 187        | 100,00       | 4 188       | 100,00      |
| Abstention     | Abstention         | Abstention     | 1 001        | 23,91        | 1 064       | 25,41       |
| Votants        | Votants            | Votants        | 3 186        | 76,09        | 3 124       | 74,59       |
| Blancs et nuls | Blancs et nuls     | Blancs et nuls | 138          | 4,33         | 115         | 3,68        |
| Exprimés       | Exprimés           | Exprimés       | 3 048        | 95,67        | 3 009       | 96,32       |

*sortant

### Canton de Richelieu
| Candidats      | Candidats            | Étiquette      | Premier tour | Premier tour | Second tour | Second tour |
| Candidats      | Candidats            | Étiquette      | Voix         | %            | Voix        | %           |
| -------------- | -------------------- | -------------- | ------------ | ------------ | ----------- | ----------- |
|                | Gabriel Coquerie     | DVD            | 1 366        | 30,57        | 1 483       | 36,46       |
|                | Robert Dereux        | PS             | 891          | 19,94        | 1 291       | 31,74       |
|                | Henri Gaulandeau     | DVD            | 878          | 19,65        | 1 294       | 31,81       |
|                | Jean-Pierre Duvergne | PS             | 560          | 12,53        |             |             |
|                | Elisabeth Touzot     | FN             | 346          | 7,74         |             |             |
|                | Jean-Marie Robin     | Verts          | 327          | 7,32         |             |             |
|                | Patrick Fresne       | PCF            | 101          | 2,26         |             |             |
|                |                      |                |              |              |             |             |
| Inscrits       | Inscrits             | Inscrits       | 6 553        | 100,00       | 6 531       | 100,00      |
| Abstention     | Abstention           | Abstention     | 1 763        | 26,90        | 2 188       | 33,50       |
| Votants        | Votants              | Votants        | 4 790        | 73,10        | 4 343       | 66,50       |
| Blancs et nuls | Blancs et nuls       | Blancs et nuls | 321          | 6,70         | 275         | 6,33        |
| Exprimés       | Exprimés             | Exprimés       | 4 469        | 93,30        | 4 068       | 93,67       |

### Canton de Tours-Est
| Candidats      | Candidats            | Étiquette      | Premier tour | Premier tour | Second tour | Second tour |
| Candidats      | Candidats            | Étiquette      | Voix         | %            | Voix        | %           |
| -------------- | -------------------- | -------------- | ------------ | ------------ | ----------- | ----------- |
|                | Barbara Romieux*     | RPR            | 2 535        | 39,10        | 3 178       | 59,27       |
|                | Arlette Bosch        | PS             | 1 405        | 21,67        | 2 184       | 40,73       |
|                | Jean Hervieux        | FN             | 902          | 13,91        |             |             |
|                | Dominique Boutin     | Verts          | 587          | 9,05         |             |             |
|                | Jean-Jacques Rastoll | GE             | 572          | 8,82         |             |             |
|                | Pierre Texier        | PCF            | 482          | 7,43         |             |             |
|                |                      |                |              |              |             |             |
| Inscrits       | Inscrits             | Inscrits       | 11 582       | 100,00       | 11 582      | 100,00      |
| Abstention     | Abstention           | Abstention     | 4 792        | 41,37        | 5 759       | 49,72       |
| Votants        | Votants              | Votants        | 6 790        | 58,63        | 5 823       | 50,28       |
| Blancs et nuls | Blancs et nuls       | Blancs et nuls | 307          | 4,52         | 461         | 7,92        |
| Exprimés       | Exprimés             | Exprimés       | 6 483        | 95,48        | 5 362       | 92,08       |

*sortant

### Canton de Tours-Nord-Est
| Candidats      | Candidats         | Étiquette      | Premier tour | Premier tour |
| Candidats      | Candidats         | Étiquette      | Voix         | %            |
| -------------- | ----------------- | -------------- | ------------ | ------------ |
|                | Michèle Beuzelin* | DVD            | 2 978        | 50,83        |
|                | Bernard Ghnassia  | PS             | 868          | 14,81        |
|                | Guy Saez-Vidal    | FN             | 645          | 11,01        |
|                | Bruno Vitu        | GE             | 587          | 10,02        |
|                | Daniel Landre     | Verts          | 456          | 7,78         |
|                | Didier Thevenot   | PCF            | 325          | 5,55         |
|                |                   |                |              |              |
| Inscrits       | Inscrits          | Inscrits       | 9 974        | 100,00       |
| Abstention     | Abstention        | Abstention     | 3 863        | 38,73        |
| Votants        | Votants           | Votants        | 6 111        | 61,27        |
| Blancs et nuls | Blancs et nuls    | Blancs et nuls | 252          | 4,12         |
| Exprimés       | Exprimés          | Exprimés       | 5 859        | 95,88        |

*sortant

### Canton de Tours-Nord-Ouest
| Candidats      | Candidats         | Étiquette      | Premier tour | Premier tour | Second tour | Second tour |
| Candidats      | Candidats         | Étiquette      | Voix         | %            | Voix        | %           |
| -------------- | ----------------- | -------------- | ------------ | ------------ | ----------- | ----------- |
|                | Michel Montaubin* | DVD            | 2 738        | 43,67        | 3 062       | 60,38       |
|                | Dominique Lachaud | PS             | 1 355        | 21,61        | 2 009       | 39,62       |
|                | Sylvie Prince     | FN             | 770          | 12,28        |             |             |
|                | Anne-Marie Dorel  | GE             | 584          | 9,31         |             |             |
|                | Paul Olivier      | Verts          | 555          | 8,85         |             |             |
|                | Claude Hortion    | PCF            | 268          | 4,27         |             |             |
|                |                   |                |              |              |             |             |
| Inscrits       | Inscrits          | Inscrits       | 11 153       | 100,00       | 11 153      | 100,00      |
| Abstention     | Abstention        | Abstention     | 4 532        | 40,63        | 5 665       | 50,79       |
| Votants        | Votants           | Votants        | 6 621        | 59,37        | 5 488       | 49,21       |
| Blancs et nuls | Blancs et nuls    | Blancs et nuls | 351          | 5,30         | 417         | 7,60        |
| Exprimés       | Exprimés          | Exprimés       | 6 270        | 94,70        | 5 071       | 92,40       |

*sortant

### Canton de Tours-Ouest
| Candidats      | Candidats            | Étiquette      | Premier tour | Premier tour | Second tour | Second tour |
| Candidats      | Candidats            | Étiquette      | Voix         | %            | Voix        | %           |
| -------------- | -------------------- | -------------- | ------------ | ------------ | ----------- | ----------- |
|                | Claude Croubois*     | RPR            | 2 045        | 42,32        | 2 350       | 63,67       |
|                | Mathias Chauchat     | PS             | 1 009        | 20,88        | 1 341       | 36,33       |
|                | Jean-Claude Oesinger | Verts          | 805          | 16,66        |             |             |
|                | Jean Verdon          | FN             | 673          | 13,93        |             |             |
|                | Patrick Poirier      | PCF            | 300          | 6,21         |             |             |
|                |                      |                |              |              |             |             |
| Inscrits       | Inscrits             | Inscrits       | 8 843        | 100,00       | 8 843       | 100,00      |
| Abstention     | Abstention           | Abstention     | 3 818        | 43,18        | 4 675       | 54,09       |
| Votants        | Votants              | Votants        | 5 025        | 56,82        | 3 968       | 45,91       |
| Blancs et nuls | Blancs et nuls       | Blancs et nuls | 193          | 3,84         | 277         | 6,98        |
| Exprimés       | Exprimés             | Exprimés       | 4 832        | 96,16        | 3 691       | 93,02       |

*sortant

### Canton de Tours-Sud
| Candidats      | Candidats                | Étiquette      | Premier tour | Premier tour | Second tour | Second tour |
| Candidats      | Candidats                | Étiquette      | Voix         | %            | Voix        | %           |
| -------------- | ------------------------ | -------------- | ------------ | ------------ | ----------- | ----------- |
|                | Michel Trochu*           | RPR            | 2 555        | 45,50        | 2 971       | 69,09       |
|                | Sylvie Roux              | PS             | 940          | 16,74        | 1 329       | 30,91       |
|                | Marie-Antoinette Jouenne | FN             | 791          | 14,09        |             |             |
|                | Christophe Moysan        | GE             | 524          | 9,33         |             |             |
|                | Marie-Claude Thibaud     | Verts          | 439          | 7,82         |             |             |
|                | Daniel Barrier           | PCF            | 366          | 6,52         |             |             |
|                |                          |                |              |              |             |             |
| Inscrits       | Inscrits                 | Inscrits       | 9 919        | 100,00       | 9 919       | 100,00      |
| Abstention     | Abstention               | Abstention     | 4 065        | 40,98        | 5 293       | 53,36       |
| Votants        | Votants                  | Votants        | 5 854        | 59,02        | 4 626       | 46,64       |
| Blancs et nuls | Blancs et nuls           | Blancs et nuls | 239          | 4,08         | 326         | 7,05        |
| Exprimés       | Exprimés                 | Exprimés       | 5 615        | 95,92        | 4 300       | 92,95       |

*sortant